# Euptychia howarthi
Euptychia howarthi är en fjärilsart som beskrevs av Hayward 1962. Euptychia howarthi ingår i släktet Euptychia och familjen praktfjärilar. Inga underarter finns listade i Catalogue of Life.